# Johan Gottlieb Gahn
Johan Gottlieb Gahn, född 19 augusti 1745 i Voxnabruk i Hälsingland, död 8 december 1818 i Falun, var en svensk bergsvetenskapsman.

## Biografi
Johan Gottlieb Gahns far var bruksägaren, sedermera lanträntmästaren i Falu län Hans Jakob Gahn av släkten Gahn, modern Anna Maria Schulzen, och hans bröder var Henrik Gahn d.ä. och Carl Pontus Gahn. Brukspatronen och riksdagsmannen Johan Gottlieb Gahn d.y. var hans kusins son. Han studerade under åren 1762–1770 i Uppsala och var därunder förtrogen vän med kemisterna Torbern Bergman och Carl Wilhelm Scheele.
1770 bosatte han sig i Falun, där han införde förbättringar i kopparsmältningen, anlade graderverk och verkstäder för vitriol, svavel och rödfärg. 1773–1817 var Gahn Bergskollegiums kemiske stipendiat, erhöll 1782 titel bergmästare och utnämndes 1784 till assessor i nämnda kollegium. 1793 blev han medlem av Rikets ärendens allmänna beredning, och 1784 blev han ledamot av Vetenskapsakademien.
Vid 1778/79, 1809/10 och 1810 års riksdagar representerade han Falu bergslags valdistrikt i borgarståndet och var 1809 en av detta stånds tre medlemmar i konstitutionsutskottet samt, såsom nära förtrogen med Hans Järta, en av dennes närmaste anhängare (Järtas brev till Gahn 1795–1809 finns bevarade i Uppsala universitetsbibliotek).
Gahn gjorde flera viktiga upptäckter, vilka han dock aldrig själv offentliggjorde, utan med stor liberalitet meddelade åt Bergman och Scheele. Så till exempel gjorde Gahn den viktiga upptäckten av kristallers genomgångar och av den grundform, som dessa bildar, men Bergman beskrev den. Upptäckterna att benjord är kalciumfosfater, att tungspat innehåller bariumsulfat, att brunsten med hjälp av kol kan reduceras till manganmetall tillhör Gahn. Stor förtjänst inlade han vid utarbetandet av blåsrörets användning inom kemin och mineralogin, och hans forskningar och försök på detta område ligger till grund för Jacob Berzelius berömda arbete om blåsrörets användning. Gahn hade en oövervinnelig motvilja mot att själv publicera sina undersökningar, om vilka hans anteckningar var ytterst knapphändiga, så att säkert många viktiga upptäckter därigenom gått förlorade.
Mineralet gahnit är uppkallat efter Gahn.
Gift med Anna Maria Bergström.